# Holstentor (Schiff, 1928)
Die Holstentor war ein Fahrgastschiff, das in Berlin, auf dem Rhein sowie in Lübeck und Umgebung eingesetzt wurde.

## Geschichte
Das Schiff wurde 1928 auf der Werft der Gebrüder Winkler in Kalkberge für die Vereinigung Caputher Obstzüchter gebaut. 1934 fuhr es im Charter für die Berliner Stern und Kreisschiffahrt. Damals trug das Schiff den Namen Deutschland und durfte 372 Personen befördern. Nach 1945 fuhr es als Colonia 6 der Reederei Weber auf dem Rhein. Schließlich gelangte es nach Lübeck, wo es unter dem Namen Holstentor von der Lübeck-Travemünder Schiffsgemeinschaft für Hafenrundfahrten eingesetzt wurde. Benja führt die Holstentor 1975 als einziges Schiff dieser Schiffsgemeinschaft, deren Geschäftsführer damals Adolf Stühff war, auf. Zu Benjas Zeiten durfte die Holstentor noch 218 Personen befördern. Abweichend von Groggert nennt Benja als Bauwerft die Berliner Wiese-Werft. Laut Benja hatte die Holstentor einen Motor mit 140 PS und war neun Knoten schnell. Als Groggert 1988 sein Buch Personenschiffahrt auf Spree und Havel veröffentlichte, scheint das Schiff nicht mehr existiert zu haben. 